# Station Katowice Zawodzie
Station Katowice Zawodzie is een spoorwegstation in de Poolse plaats Katowice.